# RPM
مدیر بسته آرپی‌ام (به انگلیسی: RPM Package Manager) که در اصل Red Hat Package Manager است، یک سامانه مدیریت بسته طراحی شده توسط شرکت رد هت است. آرپی‌ام در درجه اول برای توزیع‌های لینوکس در نظر گرفته شد، این قالب پرونده، خط مبنای قالب بسته در پایه استاندارد لینوکس است.
آرپی‌ام برای استفاده در رد هت لینوکس ساخته شد ولی اکنون در خیلی از توزیع‌های لینوکس استفاده می‌شود، همچنین به چند سیستم عامل دیگر مانند سیستم عامل شبکه NetWare از نسخه ۶٫۵ اس‌پی۳ و آی‌بی‌ام ای‌آی‌اکس از نسخه ۴ پورت شده‌است.